# Journée du 13 juin 1849

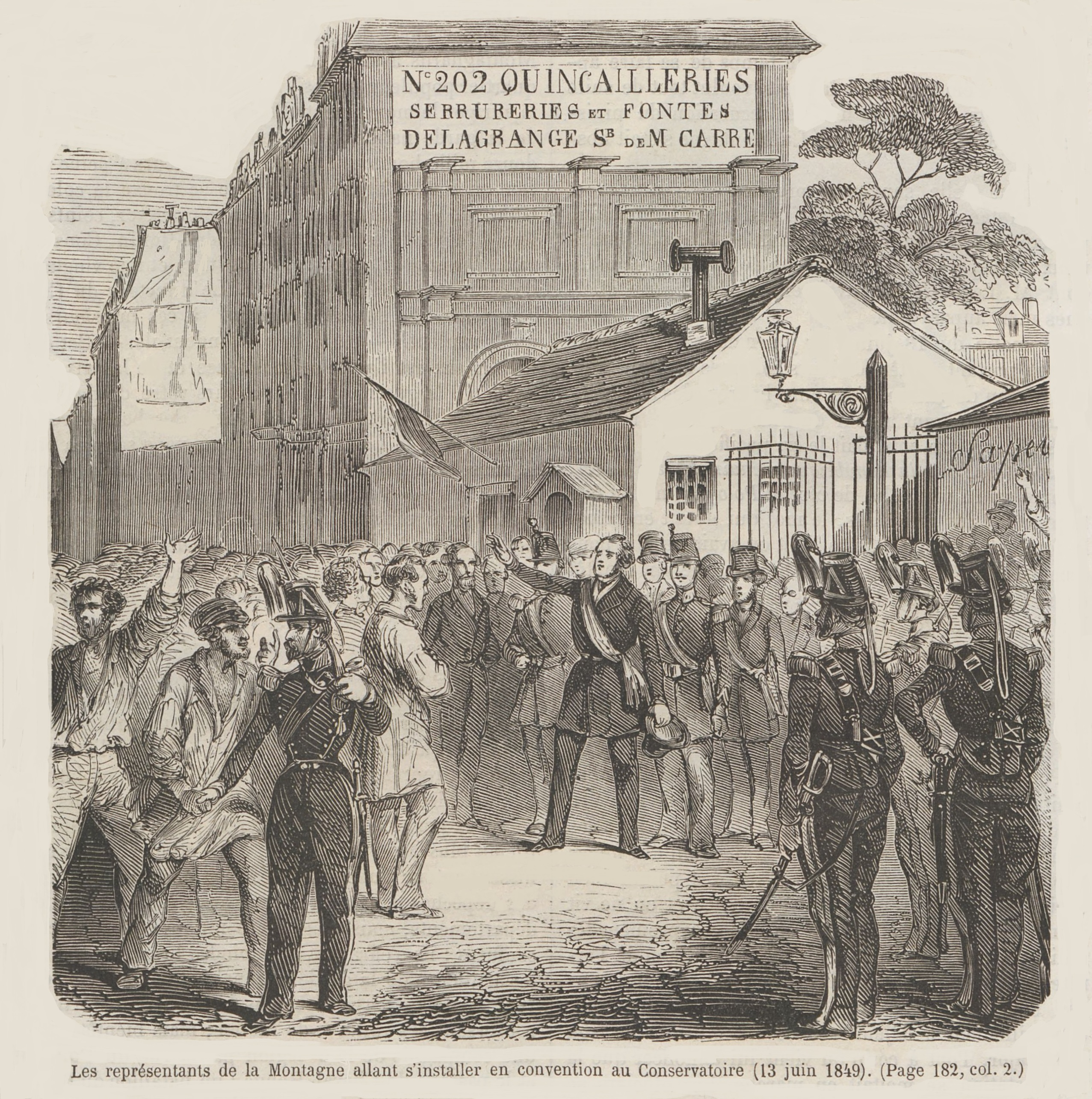
Les représentants de la Montagne se retranchent au Conservatoire des arts et métiers.

La manifestation du 13 juin 1849 à Paris est la dernière « journée révolutionnaire » de la Deuxième République en France. Il s’agissait, à l’origine, de protester contre la politique anti-républicaine menée à Rome par le gouvernement de Louis-Napoléon Bonaparte, par une manifestation qu'organisait l’extrême gauche de l’Assemblée nationale législative, « la Montagne », qui comptait alors 124 députés, autour de Ledru-Rollin.

## Les causes
Dans le préambule de la constitution de 1848, il est précisé que la République « respecte les nationalités étrangères, comme elle entend faire respecter la sienne ; n'entreprend aucune guerre dans des vues de conquête, et n'emploie jamais ses forces contre la liberté d'aucun peuple ». Or, sous la pression de l'opinion publique catholique, le corps expéditionnaire sous le commandement du général Oudinot envoyé en Italie le 22 avril 1849 change de mission. Initialement prévue comme une opération de protection de Rome contre toute intervention autrichienne face aux révolutionnaires italiens, l'expédition de Rome se transforme en une campagne contre la République romaine afin de rétablir l'autorité du Pape et ses États pontificaux, conformément au congrès de Vienne.
Chef de file de la Montagne, Ledru-Rollin, de la tribune de l'Assemblée nationale, dénonce le 11 juin, l'expédition française et propose vainement la mise en accusation des ministres et du président de la République. Les protestations de Ledru-Rollin n’ayant produit aucun effet, les Montagnards décident, le 12 juin, une manifestation de rue de protestation pour le lendemain. La Commission des vingt-cinq (nom pris après les élections législatives du 13 mai 1849 par le Comité démocratique des électeurs, organe du comité électoral de la Montagne) prend en main l’organisation de cette manifestation, soutenue également par divers journaux d'extrême gauche comme La Démocratie pacifique de Victor Considerant.

## Le déroulement des événements

### La manifestation de rue
Le 13 juin 1849, vers midi, un cortège relativement modeste d’environ 6 000 personnes, dont 600 gardes nationaux ayant à leur tête Etienne Arago, chef de bataillon de la 3e légion, se forme au Château-d’Eau, sur le boulevard du Temple, et s’ébranle vers la Madeleine pour se rendre à l’Assemblée nationale « afin de lui rappeler le respect dû à la constitution », aux cris de : « Vive la Constitution ! ».
Une heure plus tard, bien renseigné, le général Changarnier, commandant de l’armée de Paris et des gardes nationaux de la Seine, à la tête des forces de l’ordre placées aux endroits stratégiques (dragons, gendarmes mobiles, chasseurs à pied) débouche par la rue de la Paix et disperse sans difficulté les manifestants qui se répandent dans les rues voisines.

### La tentative de constitution d'un gouvernement révolutionnaire
Ledru-Rollin et une trentaine de députés, réunis au 6 rue du Hasard, alertés de la situation par des fuyards criant : « Aux Armes ! », se rendent alors à l’état-major de l’artillerie de la garde nationale établi au Palais-Royal. Le colonel, Guinard, rallié au mouvement, entraîne environ 400 hommes précédés de députés portant leur écharpe, vers le Conservatoire national des arts et métiers, rue Saint-Martin, où doivent se rassembler des députés montagnards. Vers 14 h 30, Ledru-Rollin parvient à se faire ouvrir les portes de l’établissement par le directeur. Indécis, les députés se regroupent dans une pièce et rédigent dans la confusion une proclamation signée des présents, constituant un gouvernement provisoire.
Pendant ce temps, trois semblants de barricades sont improvisés rue Saint-Martin pour gêner la cavalerie, l’une avec deux charrettes de fumier de passage. Elles sont rapidement enlevées par la troupe, tandis que partent quelques coups de feu. Au bruit des détonations, les députés, qui n’ont siégé que pendant trois-quarts d’heure, s’enfuient à travers les jardins du Conservatoire. Ledru-Rollin parvient à s’échapper et à gagner Londres pour un exil de plus de vingt ans. Plusieurs de ses collègues (dont Félix Pyat et Victor Considerant) en font autant.

## Les conséquences
La journée du 13 juin est un échec total. Le président de la République, Louis-Napoléon Bonaparte, proclame : « Il est temps que les bons se rassurent et que les méchants tremblent ». L’échec de la manifestation entraîne de nouvelles mesures de répression, qui achèvent de désorganiser l’extrême gauche. Six journaux sont supprimés. Le 19 juin, une loi sur les clubs permet au gouvernement de suspendre la liberté d’association pour un an. Le 27 juillet, une « loi complémentaire » sur la presse institue de nouveaux délits et réglemente sévèrement le colportage. Le 9 août, une loi permet la proclamation de l’état de siège avec un minimum de formalités.
Désorganisés, privés de leurs moyens d’expression, les républicains passent à la clandestinité.
En application d'une loi du 12 août 1849, les responsables de l'affaire du 13 juin seront déférés à la Haute Cour de justice de Versailles du 12 octobre au 15 novembre de la même année. Tous les signataires de la proclamation du Conservatoire des Arts et Métiers sont poursuivis, mais beaucoup sont en fuite, dont les principaux responsables et les députés les plus en vue. De ce fait, sur 67 accusés, 31 seulement sont présents. Les 36 contumaces sont condamnés à la déportation, ainsi que 17 accusés présents, ces derniers étant tous des personnalités de second plan. Trois autres sont condamnés à des peines de prison, et 11 sont acquittés.

### Sources
- Attentat du 13 juin 1849, Réquisitoire du procureur de la République [Haute Cour de justice de Versailles], cité par Histoire de la chute du roi Louis-Philippe, de la République de 1848, etc. p. 93 et suivantes.
- Annuaire historique universel ou histoire politique pour 1849 rédigé par A. Fouquier, Paris, Thoisnier Desplaces, 1849, p. 110.
- Granier de Cassagnac (Adolphe), Histoire de la chute du roi Louis-Philippe, de la république de 1848 et du rétablissement de l'Empire (1847-1855),  Paris, Henri Plon, 1857, t. II, p. 93 et suivantes.